# سازند دلیچای
سازند دلیچای از سازندهای زمین‌شناسی ایران در البرز با سن ژوراسیک میانه (باژوسین تا کالووین) است. این سازند معرف نخستین واحد سنگی از رسوب‌های دریایی ژوراسیک البرز است که به‌ویژه در دامنه جنوبی این کوه‌ها برونزد دارد. بُرش الگوی سازند دلیچای، در پهلوی راست رودخانه دلیچای (پل فردوسی)، در شرق شهرستان دماوند است که حدود ۱۰۷ متر ضخامت دارد ولی این ضخامت ثابت نیست و حتی ممکن است به صفر برسد.
سازند دلیچای در بیشتر نقاط، از نوع مارن و سنگ‌آهک‌های مارنی نازک‌لایه است که میان‌لایه‌هایی از شیل‌های مارنی دارد. گاهی میزان مارن بیشتر از سنگ‌آهک است، به همین رو از اصطلاح «مارن‌های دلیچای» نیز برای این سازند استفاده می‌شود. ریخت‌شناسی پشته‌مانند و رنگ سبز تا خاکستری روشن از ویژگی‌های این سازند است که به شناسایی آن کمک می‌کند. نوع سنگ‌ها و سنگواره‌ها نشانگر نهشته‌گذاری در یک محیط دریایی است که با شرایط دریاچه‌ای – مردابی نهشته‌های زیر آن (گروه شمشک) و ردیف‌های کربناتی ضخیم‌لایه روی آن (سازند لار) تفاوت آشکار دارد، به گونه‌ای که سازند مارنی دلیچای نقش یک لایه راهنمای زودفرسای مایل به سبز دارد که ردیف‌های تیره‌رنگ زغال‌دار پایینی را از صخره‌های بلند رویی جدا می‌کند.
گسترش جغرافیایی سازند دلیچای محدود به البرز (دماوند، کرج، آبیک، شمال قزوین، دره هراز، سمنان، جام، شاهرود و …) نیست. این سازند در کوه‌های سلطانیه زنجان، مراغه، آبگرم همدان و جنوب شرقی دریاچه ارومیه نیز گزارش شده است.